# فيستلاند
فيستلاند Westland  هي مدينة وبلدية غرب هولندا، في مقاطعة جنوب هولندا.

## طوبوغرافيا
خريطة طوبوغرافية هولندية لبلدية فيستلاند، يوليو 2013، (تقرأ بعد ثلاث نقرات على الخريطة).